# Michel Ferreira dos Santos
Michel Ferreira dos Santos (São Paulo, 22 de março de 1990) é um futebolista brasileiro que atua como volante, lateral-esquerdo e zagueiro no São Gonçalo.

## Carreira

### São Cristóvão F.R.
Em um amistoso, o técnico do São Cristóvão gostou do então volante novante Michel e o chamou para o treinar no clube. Michel era o "10 e faixa" do time do São Cristóvão, onde se profissionalizou. Iniciou sua carreira nas categorias de base do tradicional clube carioca. Em 2008, ainda da categoria de juniores (sub-20), começou a fazer parte do elenco profissional, ficando no banco em alguns jogos.
Em 2009, já profissional, ganhou confiança e foi titular em alguns jogos durante a disputa da Segunda Divisão de 2009.

### Porto Alegre
Transferiu-se para o Porto Alegre Futebol Clube para disputar a Primeira Divisão do Gauchão de 2010.

### Madureira
Em 2011 se transferiu para o Rio de Janeiro, para atuar pelo Madureira, onde atuou até o final de 2012.

### Guarani de Palhoça
No dia 1º de janeiro de 2013 se transferiu sem custos para o Guarani de Palhoça para a disputa do Campeonato Catarinense da Divisão Principal de 2013.

### Grêmio Novorizontino
Após o término da temporada, mais precisamente em 1º de janeiro de 2014, Michel se transferiu para o Novorizontino onde conquistou o seu primeiro título profissional, o Campeonato Paulista de Futebol de 2014 - Série A3.

### Retorno ao Guarani de Palhoça
Após a conquista, o jogador já não fazia parte dos planos para o restante da temporada, então no dia 1º de julho de 2014 o atleta retornou por empréstimo ao Guarani de Palhoça para a sua segunda passagem pelo clube.

### Camboriú
Completando o ano de contrato pelo clube catarinense, Michel se transferiu em 1º de julho de 2015 para outro clube do mesmo estado, o Camboriú, onde completou o ano de 2015.

### Retorno ao Grêmio Novorizontino
Em 1º de janeiro de 2016, o atleta retornou de empréstimo ao Novorizontino, onde fez boas atuações pelo tigre e teve muitos clubes de olho nele, pelo esforço, entrega e entrosamento.

### Atlético Goianiense
No dia 1º de maio de 2016 foi cedido por empréstimo até o final da temporada para o Atlético Goianiense. No clube goiano o atleta conquistou junto a equipe o título de campeão do Campeonato Brasileiro de Futebol de 2016 - Série B. Seu desempenho no ano de 2016 chamou a atenção de grandes clubes da Série A, entre eles o Grêmio.

### Grêmio
Como seu contrato de empréstimo ao Atlético Goianiense se encerrou em 30 de novembro de 2016, o jogador nem chegou a se reapresentar ao Novorizontino e já foi novamente emprestado, desta vez para o Grêmio, em contrato a valer de 1º de janeiro de 2017. No Grêmio, iniciou o ano alternando partidas entre a reserva e a titularidade, mas depois da lesão de Maicon, virou titular absoluto na equipe e foi um dos destaques do Grêmio no Campeonato Brasileiro de 2017, tendo inclusive vencido a Bola de Prata. Porém, no fim de setembro Michel se lesionou e perdeu a vaga de titular na reta final da Libertadores para Jailson.

#### Empréstimos
Michel foi emprestado em 2020 ao Fortaleza, por um ano. Em agosto, ele teve seu contrato rescindido e retornou ao Grêmio para a recuperação de uma cirurgia no joelho esquerdo. Ele ficou no clube até maio do ano seguinte, quando foi emprestado ao Vasco da Gama até dezembro.

#### Retorno ao clube
Em 2022, o volante retornou ao Grêmio para tratar uma lesão. Ele foi relacionado para algumas partidas, mas não entrou em campo.

### Operário
No final de julho de 2022, depois de rescindir contrato com o Grêmio, Michel foi contratado pelo Operário, de Ponta Grossa.

## Títulos
Grêmio Novorizontino
- Campeonato Paulista - Série A3: 2014

Atlético Goianiense
- Campeonato Brasileiro - Série B: 2016

Grêmio
- Copa Libertadores da América: 2017
- Recopa Sul-Americana: 2018
- Campeonato Gaúcho: 2018, 2019
- Recopa Gaúcha: 2019

### Prêmios individuais
- Bola de Prata: 2017